# Temple de les Aigües
El temple de les aigües de Zaghouan o nimfeu de Zaghouan és un monument arqueològic romà a Zaghouan, en la governació homònima, a Tunísia. Aprofita les nombroses fonts del Djebel Zaghouan (1.300 m) que ja en època púnica arribaven a Cartago per un aqüeducte. Es va construir durant l'imperi d'Hadrià, vers l'any 120. És una construcció en semicercle que té dotze nínxols, on hi havia les estàtues de les nimfes i al centre un petit temple que permetia honorar la divinitat protectora de les fonts. A la rodalia es pot veure l'aqüeducte, que té 123 km i data de la mateixa època.